# Johann Jakob Bachofen

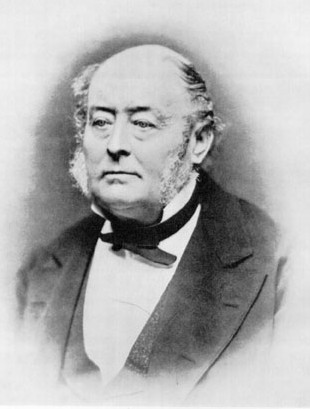
Johann Jakob Bachofen

Johann Jakob Bachofen (n. 22 decembrie 1815 - d. 25 noiembrie 1887) a fost un istoric al dreptului, jurist și antropolog elvețian.
Este cunoscut pentru cercetările sale privind familia primitivă și matriarhatul, opera sa principală fiind Matriarhatul (Das Mutterrecht, 1861). Această lucrare a influențat, printre altele, și celebra scriere Originea familiei, a proprietății private și a statului al cărei autor, Friedrich Engels, a criticat teoriile lui Bachofen pentru faptul că a corelat în manieră idealistă istoria familiei și a dreptului cu dezvoltarea concepțiilor religioase.